# 거울의 방
《거울의 방》은 대한민국의 TV조선의 프로그램이다. 누구나 하나쯤은 가지고 있는 ‘고민’이라는 주제를 통해 내면의 여러 가지 모습들을 들여다보고, 자신과 같은 고민을 가진 다른 사람을 만나 공감과 위로를 느껴보는 신개념 리얼 휴먼다큐멘터리 프로그램이다.

## 방송 시간
- 2013년 1월 22일 ~ 2013년 2월 16일 : 매주 화요일 오후 7시 50분